# Tapis de Joshaghan
 (juillet 2016).
Le tapis de Joshagan est un type de tapis persan, qui a conservé le même décor depuis deux siècles.

## Description
Le décor consiste en une série de dessins d'égale grandeur figurant des fleurs, des feuilles et des branchages fleuris, tous stylisés. L'ensemble de chaque dessin forme un losange, et tous sont alignés pour former le décor du champ. Les tapis de Joshagan présentent parfois un médaillon losangé au centre, bordé d'une grecque de couleur blanche.
La bordure est composée de plusieurs bandes étroites encadrant une large bande centrale décorée de fleurs et feuilles.
Le dessin des Joshagan est parfois emprunté par les artisans de Kashan.